# Mixed-up first Love
Mixed-up first Love (jap. 消えた初恋 Kieta Hatsukoi) ist eine Manga-Serie von Wataru Hinekure und Aruko, die in Japan von 2019 bis 2022 veröffentlicht wurde. Die Serie wurde in mehrere Sprachen übersetzt, unter anderem ins Deutsche, und ist international auch als My Love Mix-Up! bekannt. Der Manga erzählt über eine Dreiecksbeziehung zwischen zwei Jungen und einem Mädchen.

## Inhalt
Sota Aoki ist ein bisschen in seine Klassenkameradin Mio Hashimoto verliebt, die immer sehr nett zu ihm ist. Als er eines Tages einen Radiergummi von ihr leiht, erfährt er über eine Notiz darauf, dass sie in seinen besten Freund Ida verliebt ist. Und Ida, der zufällig die Inschrift sieht, vermutet nun, dass Aoki in ihn verliebt ist. Aokis Versuche, das Missverständnis aufzuklären, führen eher zum Gegenteil. Denn auf Hashimotos Bitte hin, will er ihre Gefühle auch nicht an Ida verraten. So bleibt Ida im Glauben, sein Freund hätte sich in ihn verliebt. Er will mehr über ihn und seine Gefühle herausfinden und fragt auch Aokis Freunde aus. Währenddessen versucht Aoki, Ida und Hashimoto zu verkuppeln, die er für das viel bessere Paar hält. Dabei wird er selbst immer mehr von Idas gutmütiger Art eingenommen.

## Veröffentlichung
Die von Wataru Hinekure geschriebene und von Aruko gezeichnete Geschichte erschien ab Juni 2019 im Magazin Bessatsu Margaret beim Verlag Shūeisha. Im Juni 2022 wurde die Serie abgeschlossen, der Verlag brachte die Kapitel auch gesammelt in neun Bänden heraus. 2022 wurde der Manga mit dem Shōgakukan-Manga-Preis in der Kategorie „Shōjo“ ausgezeichnet. Zwischen Juli und September 2021 wurde im gleichen Magazin eine Fortsetzung unter dem Titel Kieta Hatsukoi: Shōgekijō veröffentlicht.
Eine deutsche Übersetzung von Tabea Kamada erschien von September 2022 bis Januar 2024 vollständig bei Egmont Manga. Bereits im August 2022 erschien im Rahmen des Manga Day 2022 eine Leseprobe im Umfang etwa der Hälfte des ersten Bandes. Eine englische Übersetzung erscheint bei Viz Media, eine spanische bei Milky Way Ediciones.

## Fernsehserie
Im August 2021 wurde eine Umsetzung des Mangas als Dorama für das japanische Fernsehen angekündigt. Die Serie mit 10 Folgen wurde ab dem 9. Oktober 2021 von TV Asahi in Japan gezeigt. Die Hauptrollen übernahmen Ren Meguro (Ida), Shunsuke Michieda (Aoki) und Riko Fukumoto (Mio Hashimoto). Regie führten Shōgo Kusano und Tadaaki Hōrai, die Drehbücher schrieb Tsutomu Kuroiwa und die Musik komponierte Harumi Fuuki. Die Streaming-Plattform Viki zeigte die Serie auf Englisch.